# Liste d'œuvres d'art victimes de la mobilisation des métaux non ferreux en Auvergne-Rhône-Alpes
 (juillet 2021).
Pour un article plus général, voir Liste d'œuvres d'art victimes de la mobilisation des métaux non ferreux.
Cet article vise à recenser les œuvres d'art dans l'espace public en bronze qui ont été fondues sous le régime de Vichy dans le cadre de la mobilisation des métaux non ferreux, en Auvergne-Rhône-Alpes.
Les œuvres sont classées par ordre alphabétique de départements et, au sein de ceux-ci, par ordre alphabétique de communes.

## Ain
| Œuvre                                                                  | Auteur               | Commune               | Localisation                                                                                         | Notes | Installation | Coordonnées                      | Illustration |
| ---------------------------------------------------------------------- | -------------------- | --------------------- | --- | --- | ------------ | -------------------------------- | --- |
| Buste d'Alexandre Bérard,                                              | Alphonse Muscat      | Ambérieu-en-Bugey     | Sur la place du champ de Mars                                                                        | Représentait Alexandre Bérard. Un buste de remplacement est installé en 1959. La Postière (l'allégorie féminine) est volée en juin 2011. Le buste est retiré et réinstallé sur un nouveau piédestal à l'intersection de la rue Alexandre Bérard et de l'avenue de Verdun. | 1929         | 45° 57′ 33″ nord, 5° 21′ 29″ est | Buste d'Alexandre Bérard |
| Buste de Louis Thollon,                                                | À déterminer         | Ambronay              | À droite du portail de l'abbatiale Notre-Dame                                                        | Représentait Louis Thollon. Érigé[Quand ?] à côté de la maison natale de Louis Thollon. Un buste de remplacement identique est installé en 1987. | À déterminer | 46° 00′ 24″ nord, 5° 21′ 40″ est | Buste de Louis Thollon · Buste de Louis Thollon |
| Buste du général Jacques Pierre Louis Puthod,                          | Jean-Auguste Barre   | Bâgé-le-Châtel        | Sur la place Puthod                                                                                  | Représentait Jacques Pierre Louis Puthod. Un buste de remplacement en pierre est installé. Le monument est retiré[Quand ?]. Il est installé[Quand ?] à l'intersection de la RD 58 et RD 28.                                                                               | 1842         | 46° 18′ 34″ nord, 4° 55′ 52″ est | Buste du général Jacques Pierre Louis Puthod |
| Monument à Jean Anthelme Brillat-Savarin,                              | André Vermare        | Belley                | Face au Valromey                                                                                     | Représentait Jean Anthelme Brillat-Savarin. Un monument de remplacement identique est installé en 1948 en face du 34 Grand-Rue. | 1927         | 45° 45′ 36″ nord, 5° 41′ 17″ est | Monument à Jean Anthelme Brillat-Savarin |
| Monument à Edgar Quinet                                                | Aimé Millet          | Bourg-en-Bresse       | Sur la place Quinet                                                                                  | Érigé promenade des Quinconces en 1883. Un monument de remplacement, très différent, réalisé par Marcel Mayer est installé dans le square des Quinconces en 1970. | 1925         | 46° 12′ 14″ nord, 5° 13′ 36″ est | Statue d'Edgar Quinet |
| Monument du général Joubert                                            | Jean-Paul Aubé       | Bourg-en-Bresse       | Dans la cour de la préfecture, avenue Alsace-Lorraine                                                | Inscrit MH (1932) | 1884         | 46° 12′ 08″ nord, 5° 13′ 20″ est | Statue du Général Joubert |
| Monument à Joseph Jérôme Lefrançois de Lalande,                        | Alphonse Muscat      | Bourg-en-Bresse       | Square Lalande.                                                                                      | Représentait Joseph Jérôme Lefrançois de Lalande. Un médaillon de remplacement a été apposé à l'intersection de la rue Lalande et de l'avenue Alsace-Lorraine, sur la façade de sa maison natale                                                                          | 1909         | 46° 12′ 13″ nord, 5° 13′ 23″ est | Médaillon de Joseph Jérôme Lefrançois de Lalande |
| Buste de Charles Philippe Robin,                                       | Jean-Paul Aubé       | Bourg-en-Bresse       | Intersection de la rue Charles Robin et du boulevard de Brou                                         | Représentait Charles Philippe Robin. | 1888         | à géolocaliser                   | Buste de Charles Philippe Robin« Monument à Charles Robin à Bourg-en-Bresse », sur À nos grands hommes,« Monument à Charles Robin à Bourg-en-Bresse », sur e-monumen |
| Buste de Charles Jarrin                                                | À déterminer         | Bourg-en-Bresse       | À déterminer                                                                                         | | À déterminer | à géolocaliser                   | Image manquante |
| Buste de Francisque Allombert                                          | À déterminer         | Cerdon                | À déterminer                                                                                         | Représentait Francisque Allombert. Un buste de remplacement en pierre est installé[Quand ?]. | À déterminer | 46° 04′ 50″ nord, 5° 27′ 57″ est | Buste de Francisque Allombert |
| Buste d'Hippolyte Picquet                                              | À déterminer         | Groissiat             | Sur la place de l'église, à l'intersection de la RD 111 et de la route du puits                      | | À déterminer | 46° 13′ 18″ nord, 5° 36′ 28″ est | Image manquante |
| Buste de Joseph Pochon                                                 | Maurice Prost        | Marboz                | Devant la mairie, avenue de Bourgogne (RD 996)                                                       | Représentait Joseph Pochon. Le piédestal reste vide, puis une vasque de fleurs est installée[Quand ?] dessus. | 1912         | 46° 20′ 31″ nord, 5° 15′ 24″ est | Buste de Joseph Pochon |
| Statue d'Alphonse Baudin,                                              | Paul-Adolphe Lebègue | Nantua                | Sur la place d'armes                                                                                 | Représentait Alphonse Baudin. Une statue de remplacement en pierre, très différente, réalisée par Henri Collomb est installée en 1953. | 1888         | 46° 09′ 09″ nord, 5° 36′ 27″ est | Statue d'Alphonse Baudin · Statue d'Alphonse Baudin |
| Buste de Pierre Baudin et médaillon du docteur Camille Alphonse Baudin | À déterminer         | Nantua                | Promenade du lac                                                                                     | | 1934         | à géolocaliser                   | Image manquante |
| Monument au docteur Étienne Goujon,                                    | Jean-Paul Aubé       | Pont-de-Veyle         | Promenade de l'Éperon                                                                                | Représentait Étienne Goujon. | 1910         | 46° 15′ 54″ nord, 4° 53′ 18″ est | Image manquante |
| Médaillon du monument à Sébastien Castellion                           | Suzanne Muzanne      | Saint-Martin-du-Frêne | Rue du stade                                                                                         | Représentait Sébastien Castellion. Un médaillon de remplacement, très différent, réalisé par Frédéric Schmied est installé en 1953. | 1926         | à géolocaliser                   | Image manquante |
| Buste d'Honoré d'Urfé,                                                 | Paul Fournier        | Virieu-le-Grand       | Sur la place principale, à l'intersection de la RD 53 et de la rue des Pelands, en face de la mairie | Représentait Honoré d'Urfé. Un buste de remplacement réalisé par Alain Jay est installé en 1994. | 1888         | à géolocaliser                   | Image manquante |

## Allier
| Œuvre | Auteur             | Commune | Localisation                                                  | Notes | Installation | Coordonnées    | Illustration |
| --- | ------------------ | ------- | ------------------------------------------------------------- | --- | ------------ | -------------- | --- |
| Buste de Saturnin Arloing | Paul Richer        | Cusset  | Cours Tracy                                                   | Représentait Saturnin Arloing. Un buste de remplacement identique est installé en 1955. | 1921         | à géolocaliser | Buste de Saturnin Arloing« Monument au docteur Saturnin Arloing à Cusset », sur À nos grands hommes |
| Buste de Joseph Hennequin, | Jean Coulon        | Gannat  | Intersection de l'avenue Jean Jaurès et de la rue Saint James | Représentait Joseph Hennequin. Un buste de remplacement en pierre réalisé par Jacques Missé est installé en 1971. Le monument est retiré en 2008 et installé rue Joseph Hennequin, devant le collège Joseph Hennequin.                    | 1895         | à géolocaliser | Image manquante |
| Buste du docteur Gabriel Delarue, | Jean Coulon        | Gannat  | Dans le jardin public, avenue Delarue                         | Représentait Gabriel Delarue. Un buste de remplacement en pierre et plâtre réalisé par Jacques Missé est installé[Quand ?]. L'allégorie de la ville de Gannat (femme tenant un blason et une palme) est conservée au musée Yves-Machelon. | 1909         | à géolocaliser | Image manquante |
| Allégorie du monument au colonel Aimé Laussedat,                                                                                        | François Sicard    | Moulins | Dans le jardin du musée                                       | Représentait Aimé Laussedat. Le buste et ce qu'il reste du monument est retiré[Quand ?] et installé dans le parc Laussedat à Yzeure. | 1911         | à géolocaliser | Image manquante |
| Vichy accueillant ses hôtes | Jean-Ossaye Mombur | Vichy   | Sur la place de la gare                                       | Également appelé Le Génie des eaux. En mars 1938, elle est retirée et réinstallée en face du pont d'Abrest. | 1895         | à géolocaliser | Image manquante |
| Les quatre allégories féminines assises autour du piédestal du génie de la République offrant la Paix et la Concorde au monde civilisé, | Jean Coulon        | Vichy   | Sur la place de la République                                 | Érigée en 1904 à quelques mètres de son emplacement actuel. Représentaient l'Agriculture, le Commerce, l'Industrie et l'Art. | 1934         | à géolocaliser | Les quatre allégories féminines assises autour du piédestal du génie de la République offrant la Paix et la Concorde au monde civilisé« La République à Vichy », sur À nos grands hommes,« La République à Vichy », sur e-monumen |
| Buste d'Eugène Gilbert | Georges Dubois     | Vichy   | Dans le parc des Bourins                                      | Représentait Eugène Gilbert. Un buste de remplacement réalisé par Robert Mermet est installé en 1962. | 1920         | à géolocaliser | Buste d'Eugène Gilbert« Monument à Eugène Gilbert à Vichy », sur e-monumen |

## Ardèche
| Œuvre                                    | Auteur             | Commune            | Localisation                             | Notes | Installation | Coordonnées                      | Illustration |
| ---------------------------------------- | ------------------ | ------------------ | ---------------------------------------- | --- | ------------ | -------------------------------- | --- |
| Statue de Marc Seguin,                   | François Clémencin | Annonay            | Sur la place de la Liberté               | Représentait Marc Seguin. Une statue de remplacement assez différente en pierre est installée en 1947.                                     | 1923         | à géolocaliser                   | Statue de Marc Seguin« Monument à Marc Seguin à Annonay », sur À nos grands hommes,« Monument à Marc Seguin à Annonay », sur e-monumen |
| Statue de Noël-Joseph Madier de Montjau, | Félix Charpentier  | Bourg-Saint-Andéol | Sur la place de la Concorde              | Représentait Noël-Joseph Madier de Montjau. Une statue de remplacement en pierre est installée[Quand ?].                                   | 1899         | 44° 22′ 08″ nord, 4° 38′ 49″ est | Statue de Noël-Joseph Madier de Montjau                                                                                                |
| Statue de Marc Seguin,                   | Adolphe Maubach    | Tournon-sur-Rhône  | Sur la place Marc Seguin, quai Farconnet | Représentait Marc Seguin. Une statue de remplacement légèrement différente en pierre, réalisée par Antoine Sartorio est installée en 1947. | 1936         | 45° 04′ 16″ nord, 4° 49′ 44″ est | Statue de Marc Seguin |

## Cantal
| Œuvre                | Auteur                         | Commune  | Localisation                                               | Notes | Installation | Coordonnées    | Illustration    |
| -------------------- | ------------------------------ | -------- | ---------------------------------------------------------- | ----- | ------------ | -------------- | --------------- |
| Gladiateur Borghèse, | Copie d'après Agasias d'Éphèse | Aurillac | Dans le parc des sports, renommé parc Hélitas par la suite |       | À déterminer | à géolocaliser | Image manquante |

## Drôme
| Œuvre                                                                                                 | Auteur                            | Commune          | Localisation                                                              | Notes | Installation | Coordonnées                      | Illustration |
| --- | --------------------------------- | ---------------- | ------------------------------------------------------------------------- | --- | ------------ | -------------------------------- | --- |
| Le paysan drômois du monument aux défenseurs de la République lors du coup d'État du 2 décembre 1851, | Maurice Bouval                    | Crest            | Sur la place de la Liberté                                                | Une statue de remplacement est installée en 1991. | 1910         | à géolocaliser                   | Le paysan drômois du monument aux défenseurs de la République lors du coup d'État du 2 décembre 1851« Monument aux défenseurs de la République lors du coup d'État du 2 décembre 1851 à Crest », sur À nos grands hommes,« Monument aux défenseurs de la République lors du coup d'État du 2 décembre 1851 à Crest », sur e-monumen |
| Buste de Noël Madier de Montjau,                                                                      | Joseph Louis Enderlin             | Pierrelatte      | Sur la place du Champ-de-Mars, salle des délibérations du conseil général | Représentait Noël Madier de Montjau. Retiré[Quand ?] et installé au 8 boulevard Madier-de-Montjau. Un buste de remplacement en pierre est installé en 1947. | 1895         | à géolocaliser                   | Buste de Noël Madier de Montjau« Monument à Madier de Montjau à Pierrelatte », sur À nos grands hommes,« Monument à Madier de Montjau à Pierrelatte », sur e-monumen |
| Monument aux états généraux du Dauphiné,                                                              | Urbain Basset                     | Romans-sur-Isère | Sur la place Carnot                                                       | Des ornements de remplacement en pierre réalisés par Gaston Dintrat sont installés en 1947.                                                                 | 1889         | 45° 02′ 55″ nord, 5° 02′ 55″ est | Monument aux états généraux du Dauphiné |
| Buste de Jules Nadi                                                                                   | Gaston Dintrat                    | Romans-sur-Isère | Avenue Gambetta                                                           | Représentait Jules Nadi. Un buste de remplacement en pierre est installé en 1945.                                                                           | 1935         | à géolocaliser                   | Image manquante |
| Monument à Émile Augier,                                                                              | Anne de Rochechouart de Mortemart | Valence          | Sur la place de la République                                             | Représentait Émile Augier. | 1897         | à géolocaliser                   | Monument à Émile Augier« Monument à Émile Augier à Valence », sur À nos grands hommes,« Monument à Émile Augier à Valence », sur e-monumen |
| Faunesse du monument à Louis Gallet,                                                                  | Jean-Antoine Injalbert            | Valence          | Champ de Mars                                                             | Représente Louis Gallet. Ce qui reste du monument est retiré en 1999 et installé dans le parc Jouvet.                                                       | 1901         | à géolocaliser                   | Faunesse du monument à Louis Gallet« Monument à Louis Gallet à Valence », sur À nos grands hommes,« Monument à Louis Gallet à Valence », sur e-monumen · Faunesse du monument à Louis Gallet« Monument à Louis Gallet à Valence », sur À nos grands hommes,« Monument à Louis Gallet à Valence », sur e-monumen                     |

## Haute-Loire
| Œuvre                   | Auteur       | Commune  | Localisation             | Notes                                                                       | Installation | Coordonnées    | Illustration    |
| ----------------------- | ------------ | -------- | ------------------------ | --------------------------------------------------------------------------- | ------------ | -------------- | --------------- |
| Buste de Claude Bernard | À déterminer | Beaulieu | Sur la place de l'église | Représentait Claude Bernard. Un buste de remplacement est installé en 1949. | À déterminer | à géolocaliser | Image manquante |

## Haute-Savoie
| Œuvre                          | Auteur              | Commune  | Localisation                             | Notes | Installation | Coordonnées                      | Illustration |
| ------------------------------ | ------------------- | -------- | ---------------------------------------- | --- | ------------ | -------------------------------- | --- |
| Buste de Sadi Carnot,          | Raymond Guimberteau | Annecy   | Jardin public                            | Représentait Sadi Carnot. La partie en pierre du monument, restée vide, est détruite en 1959. | 1897         | à géolocaliser                   | Image manquante |
| Buste de Claudius Gallet,      | Jean-Marie Baumel   | Annecy   | Dans le square Gallet                    | Représentait Claudius Gallet. Un buste de remplacement en pierre est installé en 1961. | 1939         | 45° 53′ 59″ nord, 6° 07′ 49″ est | Buste de Claudius Gallet |
| Buste de Charles Henri Durier, | Denys Puech         | Chamonix | À l'entrée de la mairie                  | Représentait Charles Henri Durier. Érigé avenue de la gare en 1902. | 1910         | à géolocaliser                   | Image manquante |
| Buste d'Émile Chautemps,       | Marcel Gaumont      | Chamonix | Dans le cimetière anglais face à la gare | Représentait Émile Chautemps. Le piédestal resté vide est retiré en 1957. Un médaillon de remplacement réalisé par Paul Landowski est installé sous la première arcade à gauche de l'hôtel de ville en 1959. | 1923         | à géolocaliser                   | Buste d'Émile Chautemps« Monument à Émile Chautemps à Chamonix », sur À nos grands hommes,« Monument à Émile Chautemps à Chamonix », sur e-monumen |

## Isère
| Œuvre                                             | Auteur         | Commune  | Localisation               | Notes | Installation | Coordonnées                      | Illustration |
| ------------------------------------------------- | -------------- | -------- | -------------------------- | --- | ------------ | -------------------------------- | --- |
| Statue de Jacques Vaucanson,                      | Victor Chappuy | Grenoble | Sur la place Vaucanson     | Représentait Jacques Vaucanson. | 1876         | à géolocaliser                   | Statue de Jacques Vaucanson« Monument à Jacques de Vaucanson à Grenoble », sur À nos grands hommes,« Monument à Jacques de Vaucanson à Grenoble », sur e-monumen                                                            |
| Statue de Xavier Jouvin,                          | Henri Ding     | Grenoble | Sur la place Xavier-Jouvin | Représentait Xavier Jouvin. Une statue de remplacement en pierre est installée en 1943.                                               | 1889         | à géolocaliser                   | Statue de Xavier Jouvin« Monument à Xavier Jouvin à Grenoble », sur À nos grands hommes,« Monument à Xavier Jouvin à Grenoble », sur e-monumen,(en) « Statue de Xavier Jouvin à Grenoble », sur René et Peter van der Krogt |
| Sphinx et tritons de la fontaine des trois ordres | Henri Ding     | Grenoble | Sur la place Notre-Dame    | Des sphinx et tritons de remplacement sont installées en 1957.                                                                        | 1897         | à géolocaliser                   | Sphinx et tritons de la fontaine des trois ordres · Sphinx et tritons de la fontaine des trois ordres |
| Statue d'Hector Berlioz,                          | Urbain Basset  | Grenoble | Sur la place Victor-Hugo   | Représentait Hector Berlioz. Une statue de remplacement en pierre, très différente, réalisée par Claude Grange est installée en 1953. | 1903         | 45° 11′ 20″ nord, 5° 43′ 30″ est | Statue d'Hector Berlioz |

## Loire
| Œuvre                               | Auteur                          | Commune       | Localisation                  | Notes | Installation | Coordonnées                      | Illustration |
| ----------------------------------- | ------------------------------- | ------------- | ----------------------------- | --- | ------------ | -------------------------------- | --- |
| Statue de Francis Garnier,          | Tony Noël                       | Saint-Étienne | Sur la place Jean-Jaurès      | Représentait Francis Garnier. Une statue de remplacement en pierre, très différente, réalisée par Auguste Biaggi est installée en 1953. | 1902         | 45° 26′ 29″ nord, 4° 23′ 13″ est | Image manquante |
| Statue de Pierre-Frédéric Dorian,   | Jean-Baptiste Picaud            | Saint-Étienne | Avenue de la Libération       | Représentait Pierre-Frédéric Dorian. | 1905         | 45° 26′ 14″ nord, 4° 23′ 33″ est | Image manquante |
| Buste d'Émile Girodet,              | Vittorio Zanetti « Victor Zan » | Saint-Étienne | Dans le square Girodet        | Représentait Émile Girodet. Un buste de remplacement en pierre réalisé par Camille Pétard est installé en 1956.                         | 1907         | 45° 26′ 52″ nord, 4° 22′ 53″ est | Image manquante |
| Daphné changée en laurier,          | Jules Dercheu                   | Saint-Étienne | Sur la place Marengo          | | 1907         | 45° 26′ 28″ nord, 4° 23′ 13″ est | Image manquante |
| Buste de Jules Janin,               | Jean-André Delorme              | Saint-Étienne | Dans le square Violette       | Représentait Jules Janin. Un buste de remplacement en pierre est installé[Quand ?] place Carnot.                                        | 1908         | 45° 26′ 13″ nord, 4° 23′ 27″ est | Buste de Jules Janin« Monument à Jules Janin à Saint-Étienne », sur À nos grands hommes,« Monument à Jules Janin à Saint-Étienne », sur e-monumen |
| Monument à Pierre Waldeck-Rousseau, | Jean-Baptiste Picaud            | Saint-Étienne | Sur la place Waldeck-Rousseau | Représentait Pierre Waldeck-Rousseau.                                                                                                   | 1914         | 45° 26′ 04″ nord, 4° 23′ 16″ est | Image manquante |

## Puy-de-Dôme
| Œuvre                                    | Auteur             | Commune          | Localisation     | Notes | Installation | Coordonnées    | Illustration    |
| ---------------------------------------- | ------------------ | ---------------- | ---------------- | ----- | ------------ | -------------- | --------------- |
| Monument du centenaire de la Révolution, | Henri Gourgouillon | Clermont-Ferrand | Boulevard Desaix |       | 1889         | à géolocaliser | Image manquante |

## Rhône
Un des sept volumes de la thèse Le monument public français : l'exemple de Lyon de Gilbert Gardes, qui n'a jamais été publiée, soutenue en 1987 à l'université Panthéon-Sorbonne, recense les monuments éphémères lyonnais. Une synthèse est parue en 1994 aux Presses universitaires de France. 
| Œuvre                                                                                                  | Auteur                  | Commune                | Localisation                                                           | Notes | Installation | Coordonnées    | Illustration |
| --- | ----------------------- | ---------------------- | ---------------------------------------------------------------------- | --- | ------------ | -------------- | --- |
| Buste de François-Vincent Raspail,                                                                     | Ernest Damé             | Lyon                   | Sur la place Raspail                                                   | Représentait François-Vincent Raspail. | 1884         | à géolocaliser | Buste de François-Vincent Raspail« Monument à Raspail à Lyon », sur À nos grands hommes,« Monument à Raspail à Lyon », sur e-monumen |
| Buste du capitaine Édouard Thiers                                                                      | Pierre Devaux           | Lyon                   | Sur la place Raspail                                                   | Représentait Édouard Thiers. | 1893         | à géolocaliser | Buste du capitaine Édouard Thiers |
| Monument à Joséphin Soulary,                                                                           | Auguste Suchetet        | Lyon                   | Sur la place Louis Chazette                                            | Représentait Joséphin Soulary. | 1895         | à géolocaliser | Monument à Joséphin Soulary« Monument à Joséphin Soulary à Lyon », sur À nos grands hommes,« Monument à Joséphin Soulary à Lyon », sur e-monumen |
| Statue du docteur Louis Léopold Ollier,                                                                | Alfred Boucher          | Lyon                   | Sur la place Ollier                                                    | Représentait Louis Léopold Ollier. | 1904         | à géolocaliser | Statue du docteur Louis Léopold Ollier« Monument au docteur Ollier à Lyon », sur À nos grands hommes,« Monument au docteur Ollier à Lyon », sur e-monumen |
| Statue du maréchal Louis-Gabriel Suchet,                                                               | Auguste Dumont          | Lyon                   | Sur la place Tolozan                                                   | Représentait Louis-Gabriel Suchet. | 1858         | à géolocaliser | Statue du maréchal Louis-Gabriel Suchet« Monument au maréchal Suchet à Lyon », sur À nos grands hommes,« Monument au maréchal Suchet à Lyon », sur e-monumen |
| Buste de Guillaume Bonnet                                                                              | Guillaume Bonnet        | Lyon                   | Atrium du palais de la Bourse                                          | Représentait Guillaume Bonnet. | À déterminer | à géolocaliser | Buste de Guillaume Bonnet |
| Monument à Auguste Burdeau,                                                                            | Alfred Boucher          | Lyon                   | Jardin botanique                                                       | Représentait Auguste Burdeau. | 1903         | à géolocaliser | Monument à Auguste Burdeau« Monument à Auguste-Laurent Burdeau à Lyon », sur À nos grands hommes,« Monument à Auguste-Laurent Burdeau à Lyon », sur e-monumen |
| Discobole ramassant son disque                                                                         | Jean-Baptiste Deschamps | Lyon                   | Jardin du palais Saint-Pierre                                          | | À déterminer | à géolocaliser | Image manquante |
| Muse, chantre et chevreau broutant un pampre du monument à Pierre Dupont,                              | Auguste Suchetet        | Lyon                   | Jardin des Chartreux                                                   | Représente Pierre Dupont. | 1899         | à géolocaliser | Muse, chantre et chevreau broutant un pampre du monument à Pierre Dupont« Monument à Pierre Dupont à Lyon », sur À nos grands hommes,« Monument à Pierre Dupont à Lyon », sur e-monumen · Muse, chantre et chevreau broutant un pampre du monument à Pierre Dupont« Monument à Pierre Dupont à Lyon », sur À nos grands hommes,« Monument à Pierre Dupont à Lyon », sur e-monumen |
| Génie du monument fontaine à Jean-Pierre Pléney                                                        | Vincent Fontan          | Lyon                   | Sur la place Meissonnier                                               | | 1897         | à géolocaliser | Génie du monument fontaine à Jean-Pierre Pléney |
| Statue de Joseph Marie Jacquard,                                                                       | Denis Foyatier          | Lyon                   | Sur la place de la Croix-Rousse                                        | Représentait Joseph Marie Jacquard. Inaugurée place Sathonay en 1840. Déplacée près de la mairie du 4e arrondissement en 1898. Une statue de remplacement en pierre, légèrement différente, réalisée par Élie Ottavry est installée en 1947.                                                         | 1901         | à géolocaliser | Statue de Joseph Marie Jacquard« Monument à Jacquard à Lyon », sur À nos grands hommes,« Monument à Jacquard à Lyon », sur e-monumen,(en) « Statue de Joseph Marie Jacquard à Lyon », sur René et Peter van der Krogt |
| Buste de Claude Marie Louis Malibran,                                                                  | Guillaume Bonnet        | Lyon                   | Saint-Rambert-l'Île-Barbe                                              | Un buste de remplacement en pierre réalisé par André Tajana est installé[Quand ?] à l'intersection de la rue Saint Rambert et de la rue des docteurs Cordier. | 1869         | à géolocaliser | Image manquante |
| Statue du sergent Jean Pierre Hippolyte Blandan,                                                       | Thomas Lamothe          | Lyon                   | Sur la place Sathonay                                                  | Représentait Jean Pierre Hippolyte Blandan. Une statue de remplacement en pierre, légèrement différente, réalisée par André Tajana est installée en 1962. | 1900         | à géolocaliser | Image manquante |
| Statue de Claude Bourgelat,                                                                            | Joseph-Hugues Fabisch   | Lyon                   | Quai Chauveau, dans la cour d'honneur de l'école nationale vétérinaire | Représentait Claude Bourgelat. Une statue de remplacement en pierre réalisée par Georges Salendre est installée en 1956. Celle-ci est transférée à Marcy l'Étoile en 1978 dans les nouveaux bâtiments de l'école nationale vétérinaire. Une statue de remplacement en bronze est installée[Quand ?]. | 1876         | à géolocaliser | Statue de Claude Bourgelat« Monument à Claude Bourgelat à Lyon », sur À nos grands hommes,« Monument à Claude Bourgelat à Lyon », sur e-monumen |
| Le buste, les médaillons et les bas-reliefs du monument aux grands hommes de l'école de la Martinière, | Charles Textor          | Lyon                   | Sur la place Gabriel-Rambaud                                           | Un Buste, trois médaillons et trois bas-reliefs de remplacement sont installés en 1959. | 1911         | à géolocaliser | Image manquante |
| Le buste et les chèvres du monument au docteur Antoine Gailleton,                                      | André Vermare           | Lyon                   | Sur la place Gailleton                                                 | Représente Antoine Gailleton. Un buste de remplacement en pierre est installé en 1959. Un buste de remplacement en bronze est installé[Quand ?]. | 1913         | à géolocaliser | Le buste et les chèvres du monument au docteur Antoine Gailleton« Monument au docteur Gailleton à Lyon », sur À nos grands hommes,(en) « Monument à Gailleton à Lyon », sur René et Peter van der Krogt |
| Buste de Simon Saint-Jean,                                                                             | À déterminer            | Millery                | Sur la place du marché                                                 | Représentait Simon Saint-Jean. Un buste de remplacement en marbre est installé en 1950. | 1885         | à géolocaliser | Buste de Simon Saint-Jean« Monument à Simon Saint-Jean à Millery », sur À nos grands hommes,« Monument à Simon Saint-Jean à Millery », sur e-monumen |
| Buste de Pierre Dupont,                                                                                | François Girardet       | Rochetaillée-sur-Saône | Jardin des Chartreux                                                   | Représentait Pierre Dupont. | 1894         | à géolocaliser | Image manquante |

## Savoie
| Œuvre                                                  | Auteur                | Commune       | Localisation                        | Notes                                                                                 | Installation | Coordonnées    | Illustration |
| ------------------------------------------------------ | --------------------- | ------------- | ----------------------------------- | ------------------------------------------------------------------------------------- | ------------ | -------------- | --- |
| Ganymède,                                              | Jean Turcan           | Aix-les-Bains | Dans le parc des thermes            | Représentait Ganymède.                                                                | 1879         | à géolocaliser | Image manquante |
| Buste de Pierre Blanc,                                 | Jean-Baptiste Weitmen | Albertville   | Sur la place de l'hôtel-de-ville    | Représentait Pierre Blanc. Le piédestal resté vide est démoli[Quand ?].               | 1905         | à géolocaliser | Image manquante |
| La Renommée du monument à Joseph et Xavier de Maistre, | Ernest Henri Dubois   | Chambéry      | Sur la place du château             | Représente Joseph de Maistre et Xavier de Maistre.                                    | 1899         | à géolocaliser | La Renommée du monument à Joseph et Xavier de Maistre« Monument à Joseph et Xavier de Maistre à Chambéry », sur À nos grands hommes,« Monument à Joseph et Xavier de Maistre à Chambéry », sur e-monumen · La Renommée du monument à Joseph et Xavier de Maistre« Monument à Joseph et Xavier de Maistre à Chambéry », sur À nos grands hommes,« Monument à Joseph et Xavier de Maistre à Chambéry », sur e-monumen |
| Statue de Jean-Jacques Rousseau,                       | Mars Vallett          | Chambéry      | Clos Savoiroux, boulevard de Lémene | Représentait Jean-Jacques Rousseau. Une statue de remplacement est installée en 1961. | 1910         | à géolocaliser | Image manquante |